# Antarctoscyphus asymmetricus
Antarctoscyphus asymmetricus is een hydroïdpoliep uit de familie Sertulariidae. De poliep komt uit het geslacht Antarctoscyphus. Antarctoscyphus asymmetricus werd in 1997 voor het eerst wetenschappelijk beschreven door Peña Cantero, Garcia Carrascosa & Vervoort. 